# Ernst Fischer
Ernst Felix Fischer, född 14 januari 1890 i Hovby socken, Skaraborgs län, död 9 juni 1980 i Möllevångens församling, Malmö, var en svensk konsthistoriker och museiman.

## Biografi

### Tidiga år och utbildning
Fischer, som var son till majoren Ernst Fischer och Charlotte Fett, blev filosofie kandidat vid Uppsala universitet 1912, filosofie licentiat vid Stockholms högskola 1914 och filosofie doktor vid Göteborgs högskola 1918 på en avhandling om Västergötlands romanska stenkonst.

### Karriär
Fischer blev amanuens vid de kungliga konstsamlingarna 1912, vid Röhsska konstslöjdmuseet 1914 och var intendent vid Malmö museums konst- och kulturhistoriska samling samt styresman 1923–1955. Han var även anställd vid Jubileumsutställningens i Göteborg historiska utskott 1916. För Skara museum organiserade han samlingen och ritade museets utställningsinredning 1917–1918.
Fischer utförde en rad konsttopografiska undersökningar, särskilt i Västergötland. Han var också ordförande i Malmöhus läns hemslöjdsförening 1949–1965 och medarbetare i Svensk Uppslagsbok samt bokverket Svenska kyrkor.

### Familj
Fischer var från 1915 gift med Gertrud Anrep-Nordin, dotter till dövstumpedagogerna Fredrik Nordin och Elisabeth Anrep-Nordin, född Anrep. Makarna Fischer är begravda på Norra begravningsplatsen i Lidköping.